# آمریکای شمالی
آمریکای شمالی قاره‌ای در نیمکرهٔ شمالی و تقریباً به‌طور کامل در نیمکرهٔ غربی است. همچنین می‌توان آن را به عنوان شبه‌قارهٔ شمالی یک قارهٔ واحد، آمریکا توصیف کرد. از شمال با اقیانوس منجمد شمالی، از شرق با اقیانوس اطلس، از جنوب‌شرقی با آمریکای جنوبی و دریای کارائیب و از غرب و جنوب با اقیانوس آرام همسایه است. از آنجا که گرینلند در صفحهٔ تکتونیکی آمریکای شمالی قرار دارد، از نظر جغرافیایی بخشی از آمریکای شمالی است.
آمریکای شمالی مساحتی در حدود ۲۴٬۷۰۹٬۰۰۰ کیلومتر مربع (۹٬۵۴۰٬۰۰۰ مایل مربع)، حدود ۱۶٫۵ درصد از مساحت زمین و حدود ۴٫۸ درصد از سطح کل آن را پوشش می‌دهد. آمریکای شمالی پس از آسیا و آفریقا سومین قارهٔ بزرگ از نظر مساحت و چهارمین قاره از نظر جمعیت پس از آسیا، آفریقا و اروپا است. در سال ۲۰۱۳، جمعیت آن نزدیک به ۵۷۹ میلیون نفر در ۲۳ کشور مستقل یا حدود ۷٫۵ درصد از جمعیت جهان برآورد شده است.
اولین انسان‌ها در طول آخرین دورهٔ یخبندان، از طریق عبور از پل خشکی برینگ، تقریباً ۴۰٬۰۰۰ تا ۱۷٬۰۰۰ سال پیش به آمریکای شمالی رسیدند. دوره موسوم به سرخ‌پوستان دیرین تا حدود ۱۰٬۰۰۰ سال پیش (آغاز دورهٔ باستانی آمریکا) ادامه داشته است. مرحلهٔ کلاسیک تقریباً از قرن ۶ تا ۱۳ را در بر می‌گیرد. اولین اروپایی‌های ثبت‌شده‌ای که از آمریکای شمالی (به غیر از گرینلند) بازدید کردند، اسکاندیناوی‌ها در حدود سال ۱٬۰۰۰ پس از میلاد بودند. ورود کریستف کلمب در سال ۱۴۹۲ جرقه یک تبادل بین اقیانوس اطلس را زد که شامل مهاجرت مهاجران اروپایی در دوران اکتشاف و اوایل دورهٔ مدرن بود. الگوهای فرهنگی و قومی امروزی منعکس کننده تعاملات بین استعمارگران اروپایی، مردمان بومی، بردگان آفریقایی، مهاجران از اروپا، آسیا و جنوب آسیا و فرزندان این گروه‌ها هستند.
به دلیل استعمار اروپا در قارهٔ آمریکا، اکثر مردم آمریکای شمالی به زبان‌های اروپایی مانند انگلیسی، اسپانیایی یا فرانسوی صحبت می‌کنند و فرهنگ آن‌ها معمولاً منعکس‌کنندهٔ سنت‌های غربی است. با این حال، در بخش‌هایی از کانادا، ایالات متحده، مکزیک و آمریکای مرکزی، جمعیت‌های بومی وجود دارند که به سنت‌های فرهنگی خود ادامه می‌دهند و به زبان‌های خود صحبت می‌کنند.

## جغرافیا

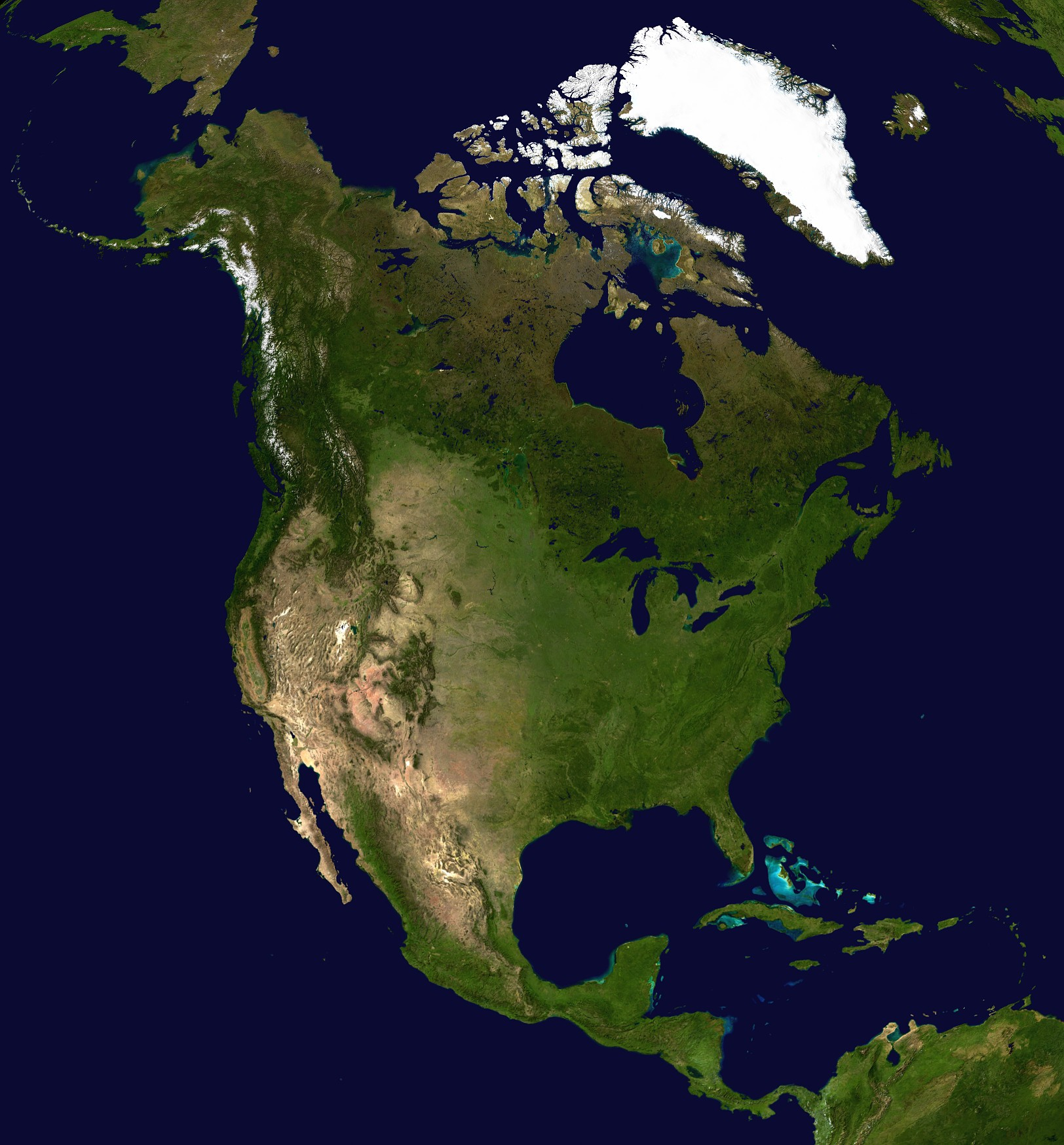
آمریکای شمالی

آمریکای شمالی شامل بخشی از خشکسار که به‌طور کلی به آن به عنوان جهان نو، نیمکره غربی، یا آمریکا نامیده می‌شود است. نامی که کمتر برای آن به کار برده می‌شود قاره آمریکای شمالی است. تنها راه ارتباطی خشکی آمریکای شمالی و آمریکای جنوبی کشور پاناما است.

بخش بزرگی از آمریکای شمالی، بر روی صفحه آمریکای شمالی جا گرفته است بخش‌هایی از کالیفرنیا و غرب  مکزیکو روی بخش‌هایی از لبهٔ صفحه آرام است که این دو صفحه در گسل دریای آندرسون به یکدیگر برخورد می‌کنند.
قاره می‌تواند به چهار ناحیه بزرگ تقسیم شود. ناحیه دشت‌های بزرگ از خلیج مکزیک تا مدار قطبی کانادا کشیده شده است، از نگر زمین‌شناسی جوان شامل گرت بیسین (حوضه‌های آبریز داخلی) کالیفرنیا و آلاسکا رشته کوه‌های غربی مانند راکی است. در شمال سپر کانادا که بالا رفته ولی نسبتاً همواره است و ناحیه‌های گوناگون در شرق مانند کوه‌های آپالاش نواحی ساحلی اقیانوس اطلس و شبه جزیره فلوریدا، مکزیکو است.

آمریکای شمالی وسعتی معادل با ۲۴٬۷۰۹٬۰۰۰ کیلومتر مربع دارد. ۴/۸ درصد سطح زمین و دارای ۵۲۹ میلیون نفر جمعیت در سال ۲۰۰۸ بوده است.

## نگارخانه

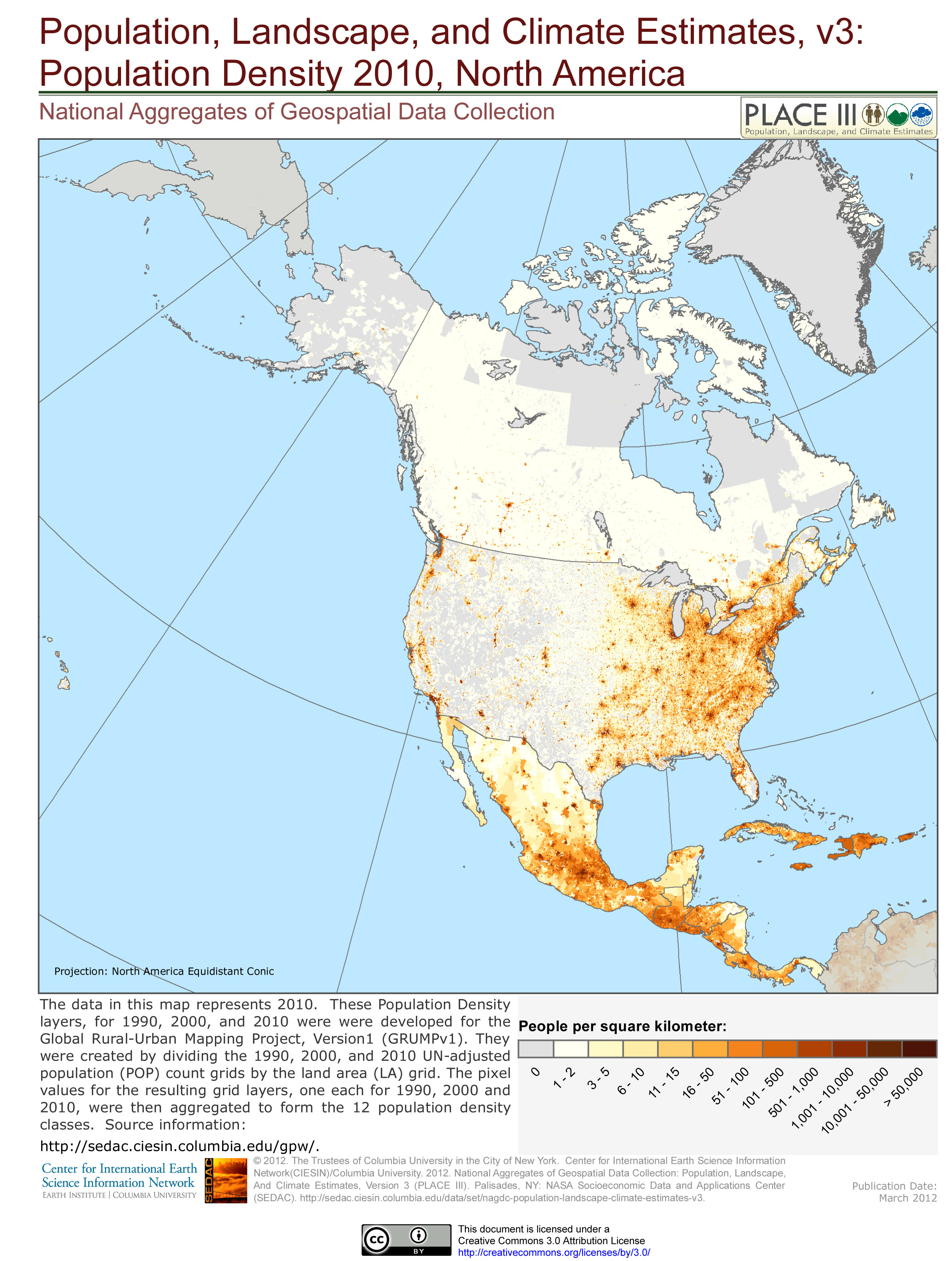
تراکم جمعیت آمریکای شمالی
تاریخ آمریکای شمالی
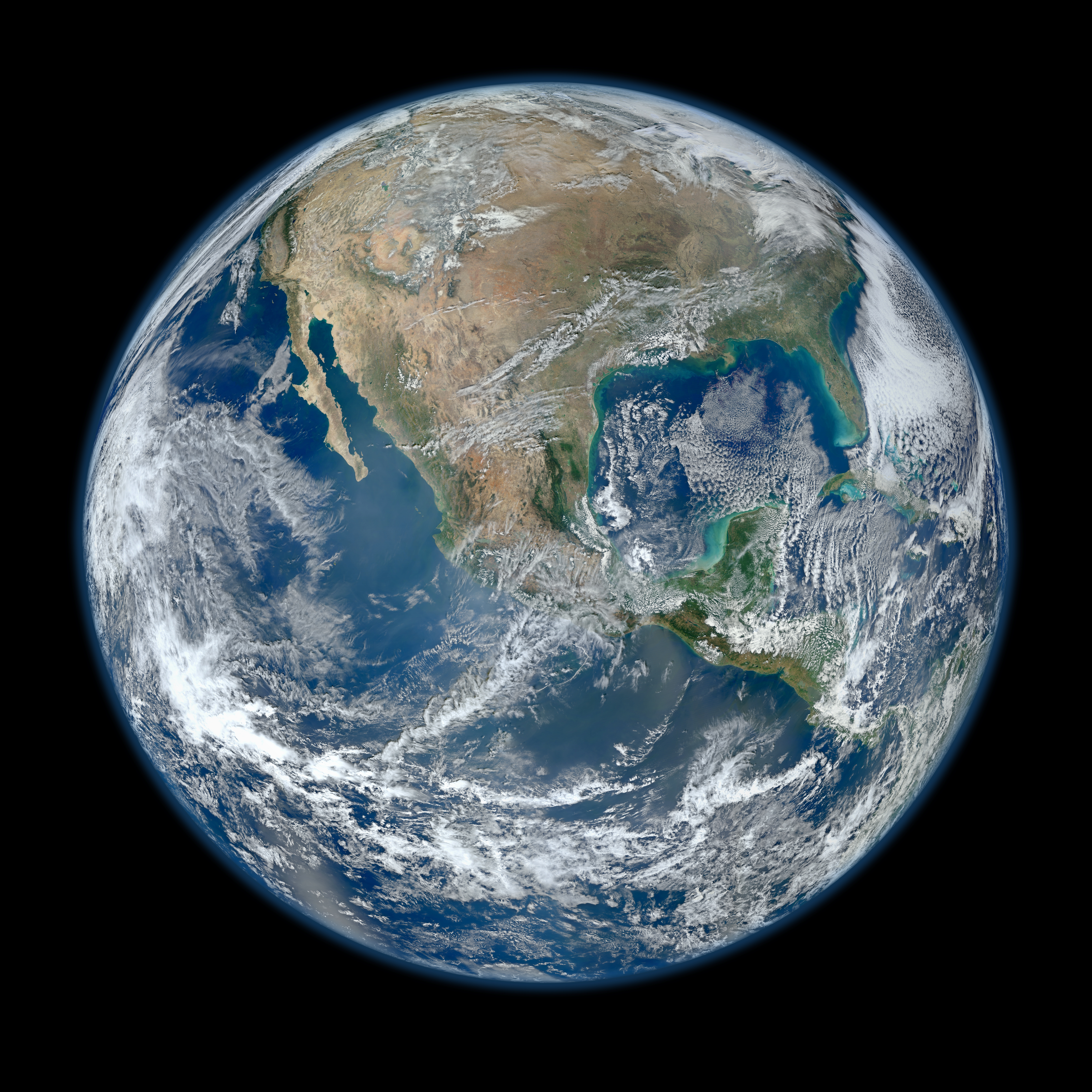
تصویربرداری ماهواره‌ای از آمریکای شمالی
سامانه طبقه‌بندی اقلیمی کوپن از آمریکای شمالی
زبان اشاره آمریکایی